# Arroio da Cadeia
Arroio da Cadeia är ett vattendrag i Brasilien.   Det ligger i delstaten Rio Grande do Sul, i den södra delen av landet, 1 600 km söder om huvudstaden Brasília.
I omgivningarna runt Arroio da Cadeia växer i huvudsak städsegrön lövskog. Runt Arroio da Cadeia är det ganska tätbefolkat, med 230 invånare per kvadratkilometer.